# قرنفلانيات
القرنفلانيات (الاسم العلمي: Caryophyllidae) هي صنف من النباتات تتبع صف الكاسيات البذور شعيبة البذريات.

## رتب
تضم ثلاث رتب هي:
- البطباطيات
- الرصاصيات
- القرنفليات